# 18-я авиационная дивизия
18-я авиационная дивизия (18-я ад) — авиационное соединение Военно-Воздушных сил (ВВС) Вооружённых Сил РККА дальней бомбардировочной авиации, принимавшее участие в боевых действиях Великой Отечественной войны.

## История наименований дивизии
- 18-я авиационная дивизия;
- 52-я дальне-бомбардировочная авиационная дивизия;
- 52-я авиационная дивизия дальнего действия;
- 24-я авиационная дивизия дальнего действия;
- 3-я гвардейская авиационная дивизия дальнего действия;
- 3-я гвардейская авиационная Днепропетровская дивизия дальнего действия;
- 13-я гвардейская бомбардировочная авиационная Днепропетровская дивизия;
- 13-я гвардейская бомбардировочная авиационная Днепропетровско-Будапештская ордена Суворова дивизия;
- 13-я гвардейская тяжёлая бомбардировочная авиационная Днепропетровско-Будапештская ордена Суворова дивизия.

## История и боевой путь дивизии

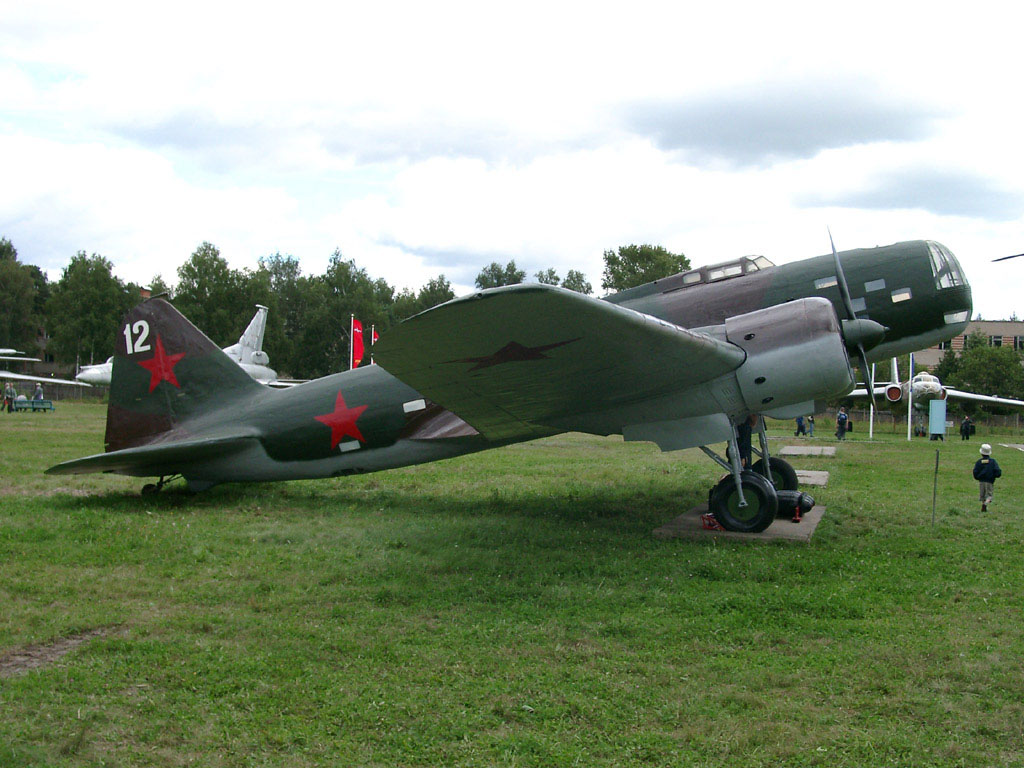
ДБ-3 дивизии

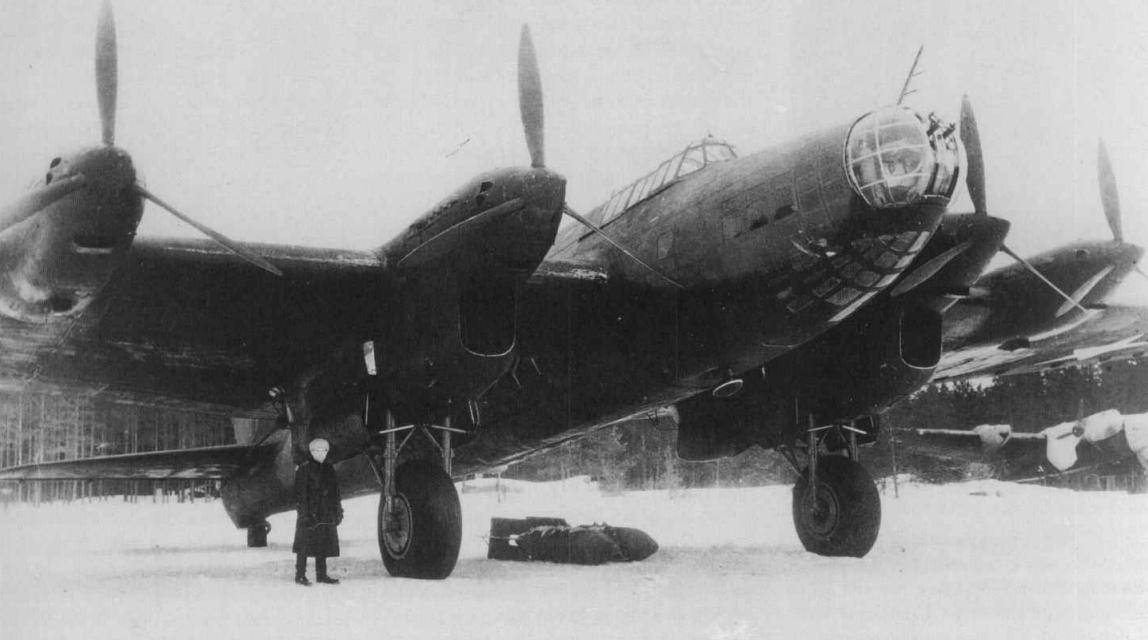
ТБ-7 14-го тбап

18-я авиационная дивизия сформирована в соответствии с Постановлением СНК СССР СНК № 1344-524сс от 25 июля 1940 года. Дивизия именовалась в различных документах по-разному:
- 18-я авиационная дивизия;
- 18-я дальняя бомбардировочная авиационная дивизия;
- 18-я дальне-бомбардировочная авиационная дивизия;
- 18-я дальнебомбардировочная авиационная дивизия.

18-я авиационная дивизия сформирована в составе трёх полков:
- 14-й тяжёлый бомбардировочный авиационный полк на самолётах ТБ-7;
- 90-й дальний бомбардировочный авиационный полк на самолётах ДБ-3Ф;
- 93-й дальний бомбардировочный авиационный полк на самолётах ДБ-3Ф.

с дислокацией на аэродромах Скоморохи, Новоград-Волынский и Борисполь .
14-й тяжёлый бомбардировочный авиационный полк в мае 1940 года получил на вооружение первые шесть бомбардировщиков ТБ-7. Осенью 1940 года летный состав 2-й эскадрильи начал выполнять первые полёты. С декабря 1940 года полёты были прекращены. К июню 1941 года было передано 9 ТБ-7. На вооружении 1-й и 3-й эскадрилий находились самолёты ТБ-3. Перед началом войны эскадрилья на ТБ-7 базировалась на аэродроме Борисполь, а остальные эскадрильи на ТБ-3 в начале июня 1941 года убыли в летние лагеря. В это же время полк был выведен из подчинения дивизии и стал отдельным десантно-бомбардировочным авиаполком. Прикреплялся к 1-му воздушно-десантному корпусу.
22 июня аэродром Борисполь был подвергнут воздушному удару. Два ТБ-7 были уничтожены, а другая часть была повреждена и ТБ-7 были выведены в тыл.
Вторая часть полка, базировавшаяся на аэродром Гоголев подверглась бомбардировке 25 июня, один самолёт ТБ-3 сгорел и два получили повреждения. На базе 2-й эскадрильи в Казани на самолётах ТБ-7 началось формирование 412-го тяжёлого бомбардировочного авиационного полка.
В начале августа 1941 года самолёты полка использовались для выброски тактического десанта во вражеский тыл, для ночных бомбардировок противника. К 13 августа полк был введён в состав 22-й авиационной дивизии, где приступил к действиям в интересах Южного и Юго-Западного фронтов.
90-й дальний бомбардировочный авиационный полк сформирован в составе дивизии на самолётах ДБ-3Ф. С началом войны полк находился в лагерях под Новоград-Волынском, был готов к ведению боевых действий: самолёты находились на стоянках с подвешенными бомбами и полным боекомплектом, экипажи — в различных степенях боевой готовности. Полевой аэродром располагался недалеко от маршрутов полёта авиации противника на Житомир и Киев, но приказа на начало боевых действий не поступило. Около 20 часов 22 июня группа из 14 Ju-88 нанесла удар по аэродрому, уничтожив 6 самолётов ДБ-3ф, при этом погибло 13 человек. Решением командира полк был рассредоточена на 5 полевых площадках. В районе базирования полка и близлежащей деревни Бронники появились группы диверсантов, пытавшихся взорвать аэродромные склады, нарушивших линии связи, терроризирующих население. Из состава полка была выделена группа, возглавляемая начальником химической службы А. И. Цакалом, в задачу которой с 23 по 26 июня входила ликвидация диверсантов. В конце июня полк перебазировался на новое место. Во второй половине июля 1941 года в состав полка на аэродроме Малая Рудка вошли 10 Як-1 для сопровождения самолётов дивизии. В течение июня и июля полк постоянно менял аэродромы базирования — Полтава, Миргород, Курск, Щигры, Тула, Озёры, Сасово. Полком выполнялись несвойственные для дальней авиации задачи — работали днём группами по ближним целям, как фронтовая авиация. Полк нёс большие потери техники и личного состава.
93-й дальний бомбардировочный авиационный полк сформирован в составе дивизии на самолётах ДБ-3Ф в мае 1940 года на аэродроме Скоморохи Житомирской области. Во второй половине июля 1941 года в состав полка на аэродроме в Параскеевке вошли 10 И-16 для сопровождения самолётов дивизии. В конце августа полк переименован в 98-й дальнебомбардировочный авиационный полк и передан в 52-ю дбад.
к 1 июля в дивизии осталось 48 исправных машин.
В августе 1941 году в дивизию прибыл 55-й «А» скоростной бомбардировочный авиационный полк, который перебазировался с Дальнего Востока. Местом базирования полка стал аэродром Полтава. С 7 августа полк приступил к ведению боевых действий на участке Корсунь-Шевченковский — Богуслав — Киев, где понёс первые боевые потери от истребителей противника. 11 августа 1941 года полк действовал в районе Боярки, где опять потерял несколько самолётов. С 20 августа входил в состав 52-й дбад.
20 августа 1941 года на основании Приказа НКО № 0064 от 13 августа 1941 года 18-я авиационная дивизия, 35-я дальне-бомбардировочная авиационная дивизия и 48 -я дальне-бомбардировочная авиационная дивизия обращены на укомплектование 52-й дальней бомбардировочной авиационной дивизии. Все полки дивизии переданы в состав 52-й дальней бомбардировочной авиационной дивизии, а 14-й тяжёлый бомбардировочный авиационный полк передан в 22-ю ад, 90-й дальнебомбардировочный авиационный полк передан в 51-ю дбад.

### В действующей армии
В составе действующей армии дивизия находилась с 22 июня 1942 года по 20 августа 1941 года.

### Командир дивизии
| Звание    | Имя                        | Период                                    | Примечание |
| --------- | -------------------------- | ----------------------------------------- | ---------- |
| Полковник | Дубошин Алексей Михайлович | 5 ноября 1940 года — 20 августа 1941 года |            |

### В составе объединений
| Дата          | Армия                            | Корпус                   |
| ------------- | -------------------------------- | ------------------------ |
| 05.11.1940 г. | Дальняя бомбардировочная авиация |                          |
| 22.06.1941 г. | Дальняя бомбардировочная авиация |                          |
| 01.07.1941 г. | Юго-Западный фронт               | ВВС Юго-Западного фронта |
| 20.08.1941 г. | Юго-Западный фронт               | ВВС Юго-Западного фронта |

## Состав дивизии
Управление — Скоморохи 
90-й дальнебомбардировочный авиационный полк — Скоморохи, Бронники
93-й дальнебомбардировочный авиационный полк — Скоморохи, Журбенцы
14-й тяжелый бомбардировочный авиационный полк — Борисполь, Гоголев. В начале июня был выведен из подчинения дивизии, переименовался в десантно-бомбардировочный и прикреплялся к 1-му воздушно-десантному корпусу.
За весь период своего существования боевой состав дивизии оставался постоянным:
| Период                     | Наименование                                          | Вооружение                                                                              |
| -------------------------- | ----------------------------------------------------- | --------------------------------------------------------------------------------------- |
| 05.11.1940 — 13.08.1941 г. | 14-й тяжёлый бомбардировочный авиационный полк        | ТБ-7, передан в 22-ю ад                                                                 |
| 06.11.1940 — 03.07.1941 г. | 90-й дальнебомбардировочный авиационный полк          | ДБ-3ф, передан в 51-ю дбад                                                              |
| 05.11.1940 — 21.08.1941 г. | 93-й дальнебомбардировочный авиационный полк          | ДБ-3Ф, переименован в 98-й дальнебомбардировочный авиационный полк, передан в 52-ю дбад |
| 05.11.1940 — 21.08.1941 г. | 55-й «А» скоростной бомбардировочный авиационный полк | передан в 52-ю дбад                                                                     |